# Siglo XXIV a. C.
El siglo XXIV antes de Cristo comenzó el 1 de enero del 2400 a. C. y terminó el 31 de diciembre del 2301 a. C.

## Acontecimientos
- 2400 a.C.: 
  - Domesticado el camello y el dromedario en Asia Central. El dromedario de Arabia se vuelve imprescindible en los viajes a través del desierto.[1]
  - Relieve de la Cacería de hipopótamos. Esculpido en la pared de la tumba de un importante funcionario, muestra cómo la diferencia jerárquica fue representada por los egipcios en el tamaño de las figuras humanas.[1]
- 2400 a 2000 a. C.: en Chanhu Daro (130 km al sur de Mojensho Daro, en la cultura del valle del río Indo, en la actual Pakistán), un artesano realiza la gran jarra pintada con bordes que contienen aves. Fue descubierto en 1930, y actualmente se encuentra en poder del Museo de Bellas Artes de Boston (EE. UU.).
- 2360 a. C.: en Islandia entra en erupción el volcán Hekla 4.
- 2350 a. C.: 
  - El Libro de los muertos egipcio es una colección de textos de conjuros, oraciones, himnos y fórmulas mágicas, escritos en rollos de papiro con ilustraciones. Aunque no se puede precisar su origen, la colección más antigua se remonta aproximadamente a este año. Su revisión y ampliación continuará hasta el periodo grecorromano en el siglo IV a. C.[1]
  - En Lagash, el rey sumerio Urukagina promulga el primer código legal de la Historia.
  - En Mesopotamia termina el periodo dinástico IIIb.
  - En Siria sucede la primera destrucción de la ciudad de Mari.
- 2345 a. C.: (otra fecha posible es el 2460 a. C.): en Egipto, con la muerte del faraón Unas termina la V Dinastía. Teti funda la VI Dinastía.
- 2340 a. C.: 
  - El reino de Kish es invadido y conquistado por Lugalzagesi, monarca de Umma y Uruk.
  - Relieve del Taller de escultores. En él se representa el proceso artístico realizado comúnmente en Egipto. Además, muestra una transgresión de la convención egipcia del cuerpo, en la que los hombros permanecían en posición frontal y el cuerpo, lateralmente. En este caso, las estatuas que están siendo esculpidas aparecen totalmente de perfil.[1]
- 2332 a. C.: en Acad, Sargón I sube al trono y funda la ciudad de Agadé.
- 2330 a. C.: Sargón I sube al trono, unifica bajo su gobierno toda Mesopotamia (Acad y Sumeria), actual territorio de Iraq y Siria, y extiende su poder hasta la costa mediterránea. Al unir bajo su mandato a diversos pueblos y culturas creó el primer imperio conocido de la historia. Consolidó su poder concediendo a los servidores reales la administración de grandes territorios.[1]

## Acontecimientos sin fecha
- En el actual Pakistán (cultura del valle del río Indo), se funda la localidad de Lothal.
- El imperio asirio derrotó al imperio hitita.

## Personajes relevantes
- Enheduanna, hija del rey Sargón I, sacerdotisa y primer autor conocido por su nombre.
- Ptah Hotep, escriba y visir egipcio, autor de Las máximas de Ptahhotep.
- Sargón I.
- Urukagina.
- Urzababa de Kish, segundo rey de la cuarta dinastía de Kish.

## Invenciones, descubrimientos, introducciones
- En Egipto se realiza la primera mención oficial acerca de la apicultura.[2]
- En Egipto se registra el primer uso documentado de un servicio de correo organizado para la difusión de documentos escritos.

## Mitología
- 2333 a. C.: Fundación de Corea. El héroe Dangun, cuya madre era una osa, funda el estado Gojoseon y lo reina durante unos 2000 años. En Corea del Sur se presentan estos mitos como si fueran Historia.[3] En la República de Corea, entre 1948 y diciembre de 1961, se contabilizó un calendario sumando 2333 años al calendario occidental.[4] Es en esta fecha que se funda también su capital, Wanggŏmsŏng (o Wanggeomseong), que más tarde se le conocería con el nombre de Pionyang, capital de la actual Corea del Norte.
- 2338 a. C.: Según la mitología hebrea, fallece Jared (962 años), hijo de Mahalalel, padre de Henoc y ancestro de Noé. Es el segundo hombre más longevo de la Biblia superado solo por su nieto Matusalén, que se dice que vivió 969 años (n. 3300 a. C.).
- 2370 a. C.: Según la mitología hebrea, este es el año en el que se considera que ocurrió la gran inundación de la que solo se salvó Noé con su familia y las parejas de cada animal sobre la Tierra